# Albert Reble
Albert Reble (* 20. August 1910 in Magdeburg; † 29. September 2000 in Würzburg) war ein deutscher Pädagoge und Hochschullehrer. Er zählt zu den bedeutendsten Vertretern der Geisteswissenschaftlichen Pädagogik in Deutschland. Er leistete seit den 1950er Jahren einen wesentlichen Beitrag zur Akademisierung der Volksschullehrerbildung. Bekannt wurde er vor allem durch seine seit 1951 in zahlreichen Auflagen und Übersetzungen verbreiterte Geschichte der Pädagogik sowie der Quelleneditionen, die über Jahrzehnte als Standardwerke bei den Lehramtsstudiengängen an Hochschulen und Universitäten dienten.

## Leben und Wirken
Nach dem Besuch von vier Jahren Bürgerschule (Realschule) wechselte Albert Reble im Jahre 1920 an das Reform-Realgymnasium (Bismarckschule) in Magdeburg. Nach seiner Reifeprüfung im Jahre 1929 absolvierte er von 1930 bis 1932 ein Studium für das Lehramt an Volksschulen an der Pädagogischen Akademie  Erfurt. Zu seinen Hochschullehrern zählten u. a. Otto Scheibner und Wilhelm Bruhn (Pädagoge). Im Frühjahr 1932 nahm Reble an der Universität Leipzig ein Studium für das Lehramt an Mittelschulen (Realschulen) an der Universität Jena auf, das er im Herbst 1932 an der Universität Leipzig fortsetzte; vor allem Theodor Litt hatte in der Studienzeit Einsluss auf sein pädagogisches Denken. Im Jahre 1934 gewann Albert Reble die Preisaufgabe der Leipziger Philosophischen Fakultät mit der Arbeit Schleiermachers Kulturphilosophie. Eine entwicklungsgeschichtlich-systematische Würdigung. Mit dieser Arbeit wurde Reble im Sommer 1935 zum Dr. phil. promoviert.
Im Jahre 1934 wurde Reble in den Volksschuldienst in Schkeuditz bei Leipzig eingestellt. Neben seinem Schuldienst schloss er die Prüfungen für das Lehramt an Mittelschulen (Realschulen) ab und unterrichtete von 1935 bis zu seiner Einberufung zum Militärdienst 1938 an einer Naumburger Mittelschule. 1939 legte er die Staatsprüfungen für das höhere Lehramt ab. Seit Oktober 1945 unterrichtete er an der Städtischen Oberschule in Naumburg an der Saale und setzte die Referendarausbildung im Studienseminar in Halle an der Saale bei Hans Ahrbeck fort.
Im Jahr 1946 legte Reble die Prüfung zum Assessor ab und wurde zum außerplanmäßigen Professor für Geschichte der Erziehung und der Pädagogik an die Pädagogische Fakultät der Universität Halle berufen. Gleichzeitig unterrichtete er bis zur Ernennung zum außerordentlichen Professor 1947 an der Latina der Franckeschen Stiftungen und wirkte hier zudem als Heimerzieher. Wegen der politischen Entwicklungen in der Sowjetischen Besatzungszone verließ Reble im Jahre 1949 Halle an der Saale und war bis 1950 als Studienassessor am staatlichen Max-Planck-Gymnasium Düsseldorf tätig; danach wurde er zum Studienrat am Zeppelin-Gymnasium Lüdenscheid ernannt.
Im Jahre 1951 erschien die erste Auflage der Schrift Geschichte der Pädagogik, die mehrfach aufgelegt  und 1971 erweitert sowie mit zwei Dokumentationsbänden ergänzt wurde. 1989 wurde das Buch neu bearbeitet und in vier Sprachen übersetzt. Das Werk gehörte innerhalb der pädagogischen Historiografie zu den ersten Darstellungen, in der pädagogische Ideen, Theorien und schulgeschichtliche Entwicklungen in ihren jeweiligen Kulturzusammenhang gestellt wurden; deshalb kann es auch als Ideen- und Sozialgeschichte charakterisiert werden. Es zählte über Jahrzehnte hinweg zu den bedeutenden Standardwerken im Lehramts- und Pädagogikstudium.
Im Jahre 1954 erhielt Reble einen Ruf als Professor für Pädagogik an die Pädagogische Akademie Bielefeld. Er setzte sich in Nordrhein-Westfalen auf hochschulpolitischer Ebene für die Entwicklung der Volksschullehrerbildung ein. 1956/57 war er als stellvertretender Vorsitzerder im „Weisgerber-Ausschuss“ sowie als Geschäftsführer im „Arbeitskreis Pädagogische Hochschulen“ auf Bundesebene tätig. Im Rahmen dieser Tätigkeit erschien sein viel beachtetes Werk Lehrerbildung in Deutschland (1958). Nach einem zusätzlichen Lehrauftrag an der Pädagogischen Hochschule Oldenburg im Sommersemester 1960 und der Vertretung Erich Wenigers (1894–1961), Ordinarius für Pädagogik an der Universität Göttingen, im Wintersemester 1960/61 wurde Reble 1961 als Lehrstuhlinhaber für Pädagogik und Philosophie an die Evangelische Pädagogische Akademie Münster berufen.
Einen Ruf an die Pädagogische Hochschule Oldenburg 1960 sowie einen Rurf an die Universität Wien im Jahre 1965 lehnte er ab.
Im Frühjahr 1962 folgte Albert Reble einem Ruf als Ordinarius für Pädagogik an die Universität Würzburg. Zu seinen Aufgaben in Würzburg zählten unter anderem die Gestaltung der Studiengänge für das Gymnasial- und Realschullehramt sowie der Aufbau des Pädagogischen Seminars. Seit 1966 beteiligte er sich an der Einführung des Diplomstudienganges Pädagogik und der Integration der Pädagogischen Hochschule in die Universität im Jahre 1972.
In Würzburg betreute Reble sechzehn Dissertationen, u. a. von Wilhelm J. Brinkmann, Winfried Böhm, Klaus Kürzdörfer, Werner Sacher, Heinz-Elmar Tenorth und Anita Conze.
Zusammen mit Theo Dietrich (* 1917) war er Herausgeber der Schriftenreihe Klinkhardts Pädagogische Quellentexte. Didaktische Grundrisse. (1960–1999).
Nach seiner Emeritierung im Jahre 1975 nahm Reble Lehraufträge bis Mitte der 1980er Jahre an den Universitäten Würzburg und Bamberg wahr. Mit seinem Band Gesamtschule im Widerstreit (1981)  beteiligte er sich an der Gesamtschuldiskussion mit dem Ziel, diese zu entpolitisieren und aus pädagogischer Sicht zu führen.
Nach Anfrage von Max Liedtke hielt Reble von 1982 bis 1991 regelmäßig Vorträge auf den vom Bayerischen Schulmuseum Ichenhausen bei Günzburg veranstalteten Schulgeschichtlichen Symposien.
Seit 1991 beteiligte sich Reble als Ehrenmitglied der Akademie gemeinnütziger Wissenschaften zu Erfurt mit historischen Beiträgen zu Pädagogen wie Theodor Litt, Christian Gotthilf Salzmann und Peter Petersen.

## Werke (Auswahl)
- Geschichte der Pädagogik. 4 Bände. Klett-Cotta, Stuttgart 1973–1999.
- Pestalozzis Menschenbild und die Gegenwart. Klett, Stuttgart 1952.[3]
- Schulgeschichtliche Beiträge zum 19. und 20. Jahrhundert.  Klinkhardt, Bad Heilbrunn 1995.
- Die historische Dimension der Pädagogik in Wissenschaft und Lehrerbildung. Naumann, Würzburg 1979.